# Podosoko (Sawangan)
Podosoko is een bestuurslaag in het regentschap Magelang van de provincie Midden-Java, Indonesië. Podosoko telt 4518 inwoners (volkstelling 2010).